# Pompeo Leoni

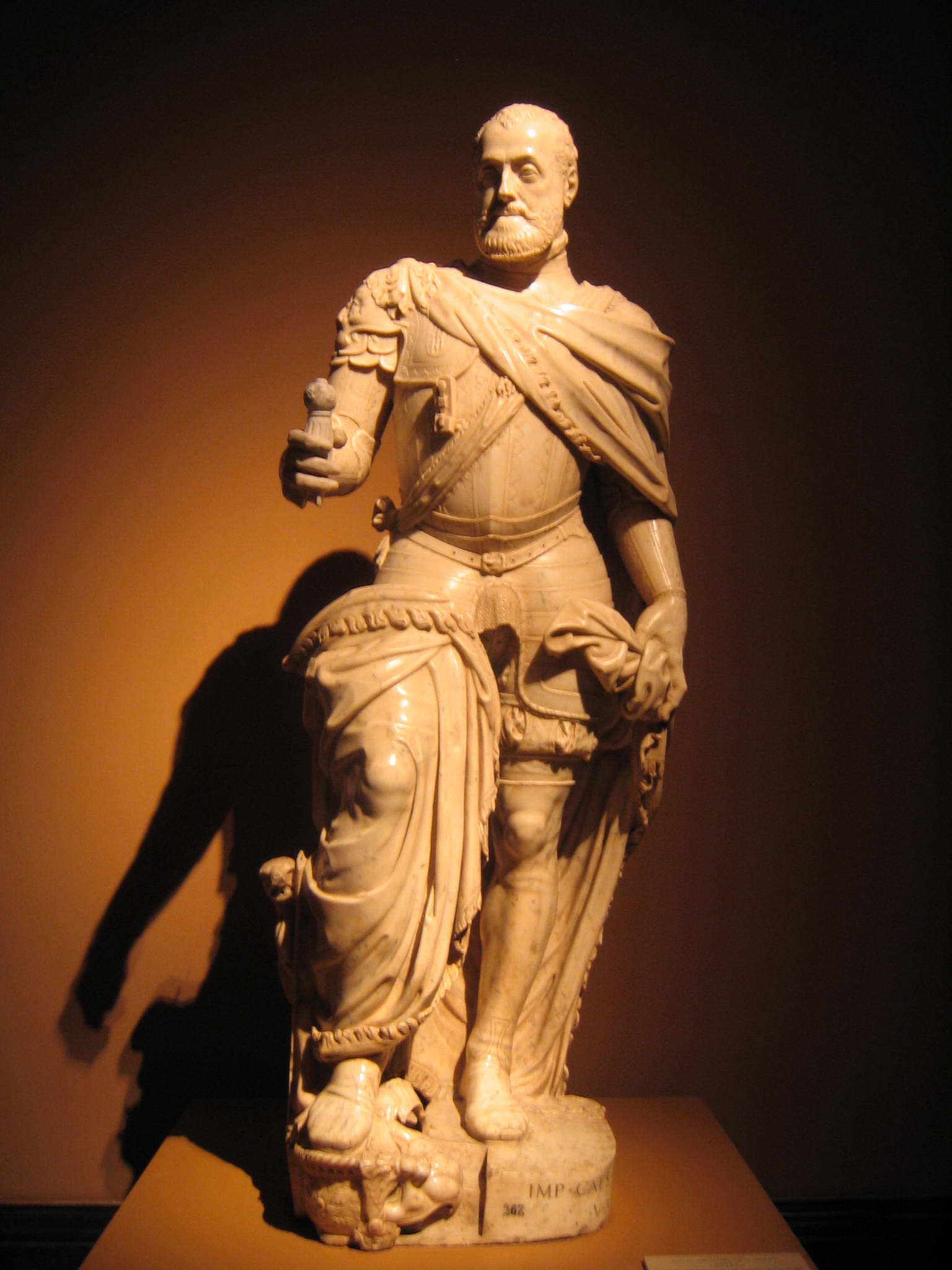
Carlos V (Museo del Prado).

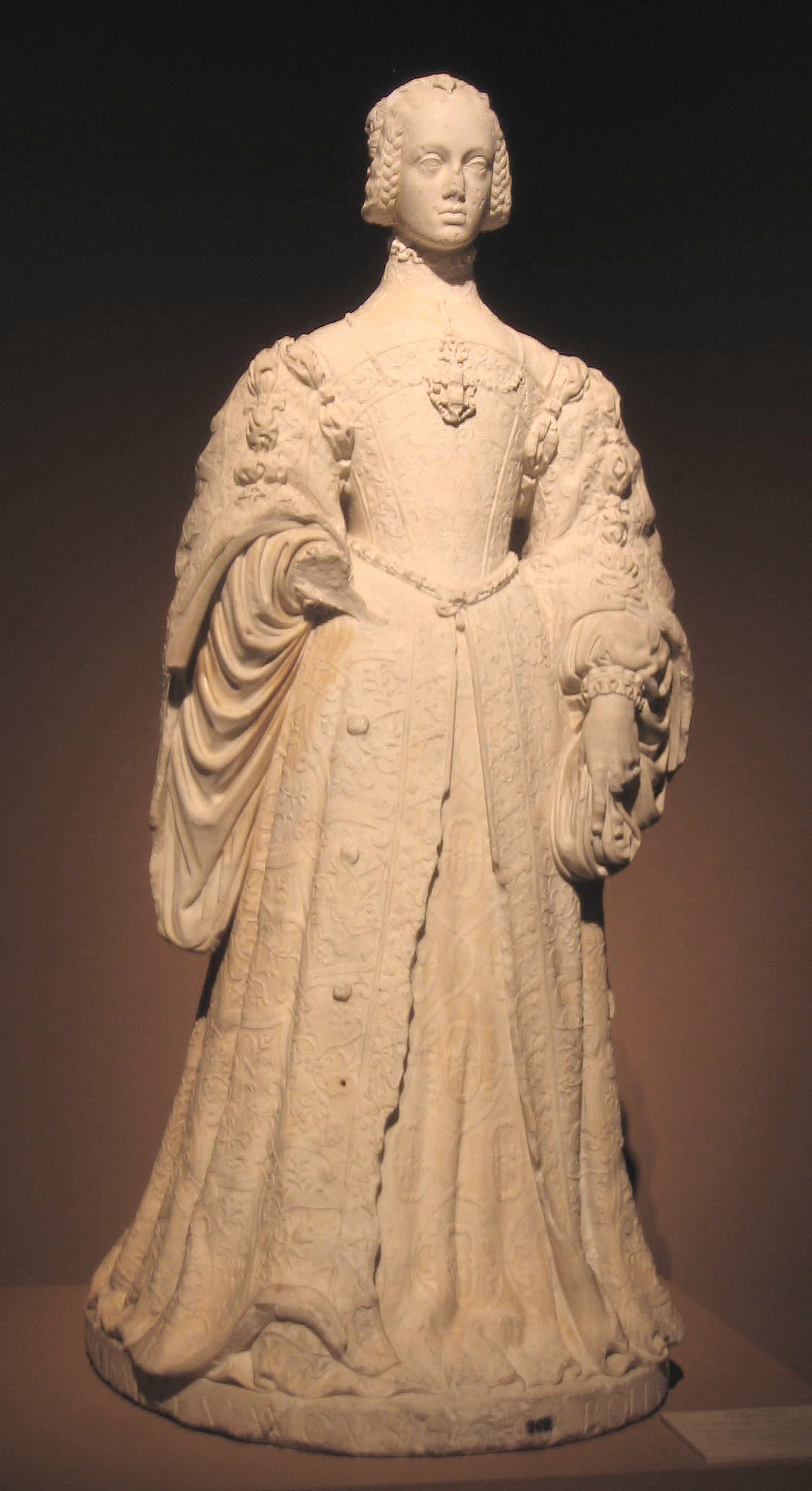
Isabel de Portugal (Museo del Prado).

Pompeo Leoni (Milán; aprox. 1533 - Madrid; 10 de octubre de 1608) fue un escultor italiano, fiel seguidor del renacimiento.
Su fama lo llevó a la corte española, donde fue elogiado por el rey tras ver el talento que tenía el lombardo por aquellos años. Hoy en día, numerosas estatuas de Leoni, muchas de ellas en mármol, son expuestas en los museos más prestigiosos de España.

## Biografía
Hijo del también escultor Leone Leoni, con el que colaboró al servicio de la familia real española. De familia originaria de Arezzo, se estableció en Milán y en 1556 se trasladó a España para dedicarse a los encargos de la corte española, en la que permaneció hasta su fallecimiento.
En 1557, Leoni critica fuertemente a la iglesia conservadora. Por lo que la inquisición española lo acusa de ser seguidor del luteranismo, después de lo ocurrido, le imponen una penitencia de reclusión de un año en un monasterio. A pesar de las acusaciones de los más conservadores, Carlos V reduce su condena a seis meses, esto se debe al gran interés del monarca por las suntuosas obras del artista.

A mediados de 1558, es liberado del monasterio, por lo que su padre decide contactar con el para que vuelva a Milán. La carta fue recibida por Granvela, por aquellos años obispo de Arrás.
Dessea retirar su hijo de Spaña, y lo hará lo mas presto que pudiere...
(Eugène Plon, 1887)
Leoni tenía por costumbre contactar con varios navegantes del Mediterráneo, que transportaban grandes piezas de mármol, normalmente de Carrara. De hecho, el artista firmó una vez un contrato con Juan de Lugano, un comerciante que tenía numerosos talleres en Suiza y en algunas ciudades de España. Leoni viajó a Valencia en 1568, aunque no le sirvió de mucho, ya que en septiembre del año siguiente Juan de Lugano fallecería, cerrando finalmente el trato entre estos dos negociantes.
En 1579 empezó a realizar el retablo del altar mayor de la Basílica de El Escorial, donde numerosos artistas de gran prestigio dentro de la corte participaron en la obra, que cumplió los caprichos artísticos de la corte.
Para los Grupos funerarios de Carlos I y Felipe II que completaban la Capilla Mayor, contó con otros colaboradores como su hijo Miguel Ángel, un sobrino de Jacopo da Trezzo y los italianos Baltasar Mariano y Vimercato. En esta ocasión, introduciendo la novedad de que las figuras serían fundidas por vez primera en España.

## Obra
- Busto de Carlos V (en colaboración con su padre).
- El emperador Carlos V y el Furor (Museo del Prado).
- Sepulcro del inquisidor y arzobispo de Sevilla Fernando de Valdés realizado entre 1576 y 1582 en alabastro en la Colegiata de Santa María la Mayor en Salas (Asturias).
- Esculturas de bronce dorado del Retablo mayor de la Basílica del Monasterio de San Lorenzo de El Escorial.
- Grupos escultóricos de los cenotafios de Carlos V y de Felipe II (Monasterio de San Lorenzo de El Escorial). Realizado en parte en Milán, el ensamblaje se realizó en la Basílica en 1587.
- Sepulcro del Cardenal Espinosa Arévalo. Iglesia parroquial de Martín Muñoz de las Posadas (Segovia).
- Estatua orante de la princesa Juana (Monasterio de las Descalzas Reales, en Madrid).
- Estatua orante del caballero Antonio de Sotelo y Cisneros (Iglesia de San Andrés, en Zamora).
- Busto de Felipe II (Museo Metropolitano de Nueva York).
- Esculturas del primer duque de Lerma y su esposa (Museo Nacional de Escultura en Valladolid).

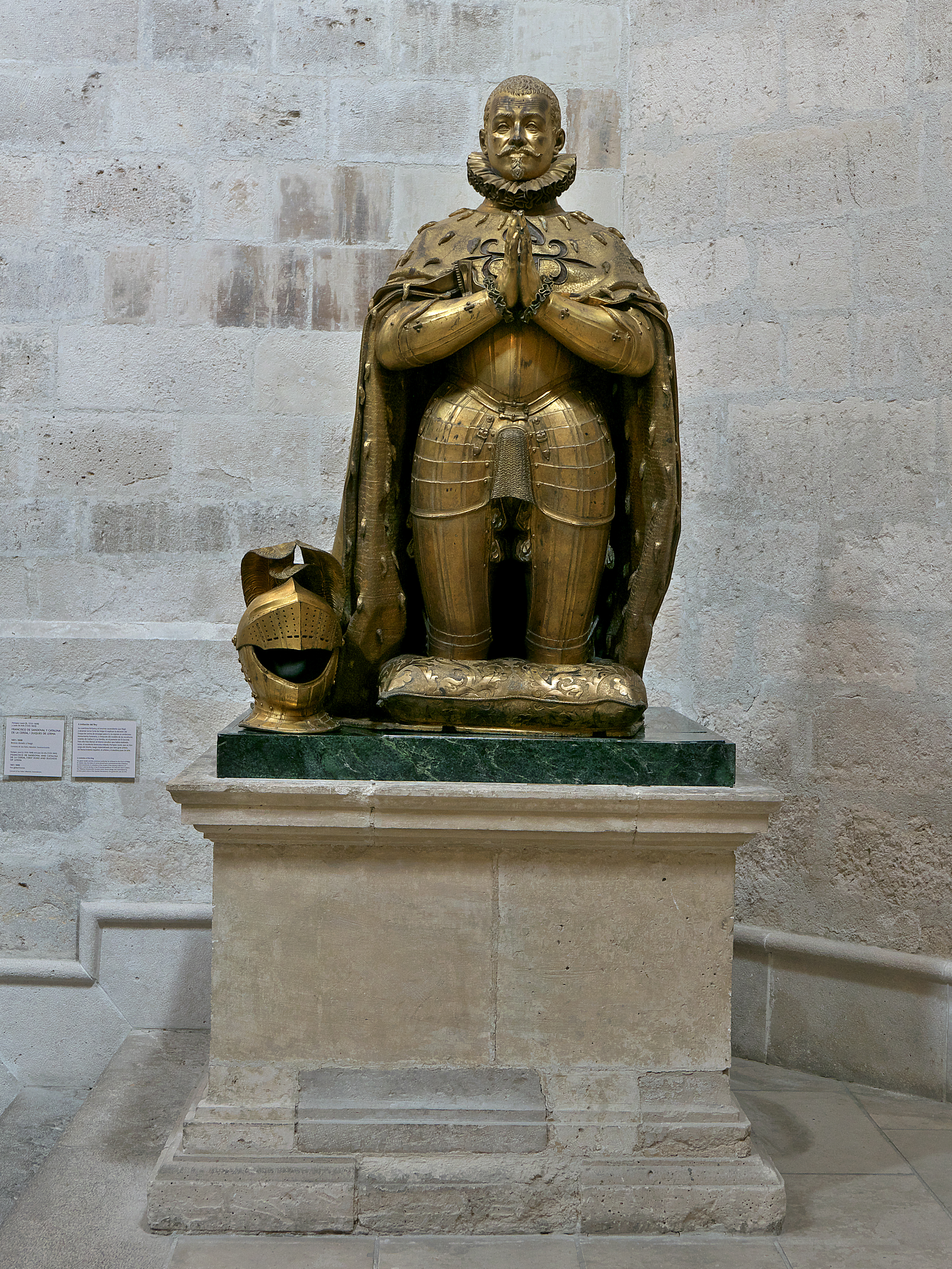
Monumento al Duque de Lerma, situado en el interior de la Capilla del Colegio de San Gregorio, Valladolid.

- Lauda de Pedro Dávila y Zúñiga y de María de Córdoba (Museo Arqueológico Nacional, cuya procedencia original era el convento de Santo Domingo y San Pablo en Las Navas del Marqués).
- Cristo de las Mercedes (Valladolid), imagen que se puede ver en distintas procesiones de la Semana Santa de Valladolid, propiedad de la Cofradía de las Siete Palabras.
- Cristo crucificado (Madrid, Real Academia de Bellas Artes de San Fernando), procedente del madrileño convento de la Victoria donde en 1619 lo menciona como obra de Leoni fray Lucas de Montoya en su Crónica general de la Orden de los Mínimos de la Victoria.[1]